# Handley (Virginie-Occidentale)
Pour les articles homonymes, voir Handley (homonymie).
Handley est une ville américaine située dans le comté de Kanawha en Virginie-Occidentale. En 2010, sa population est de 349 habitants.

## Source de la traduction
- (en) Cet article est partiellement ou en totalité issu de l’article de Wikipédia en anglais intitulé « Handley, West Virginia » (voir la liste des auteurs).